# 阿拉尼县

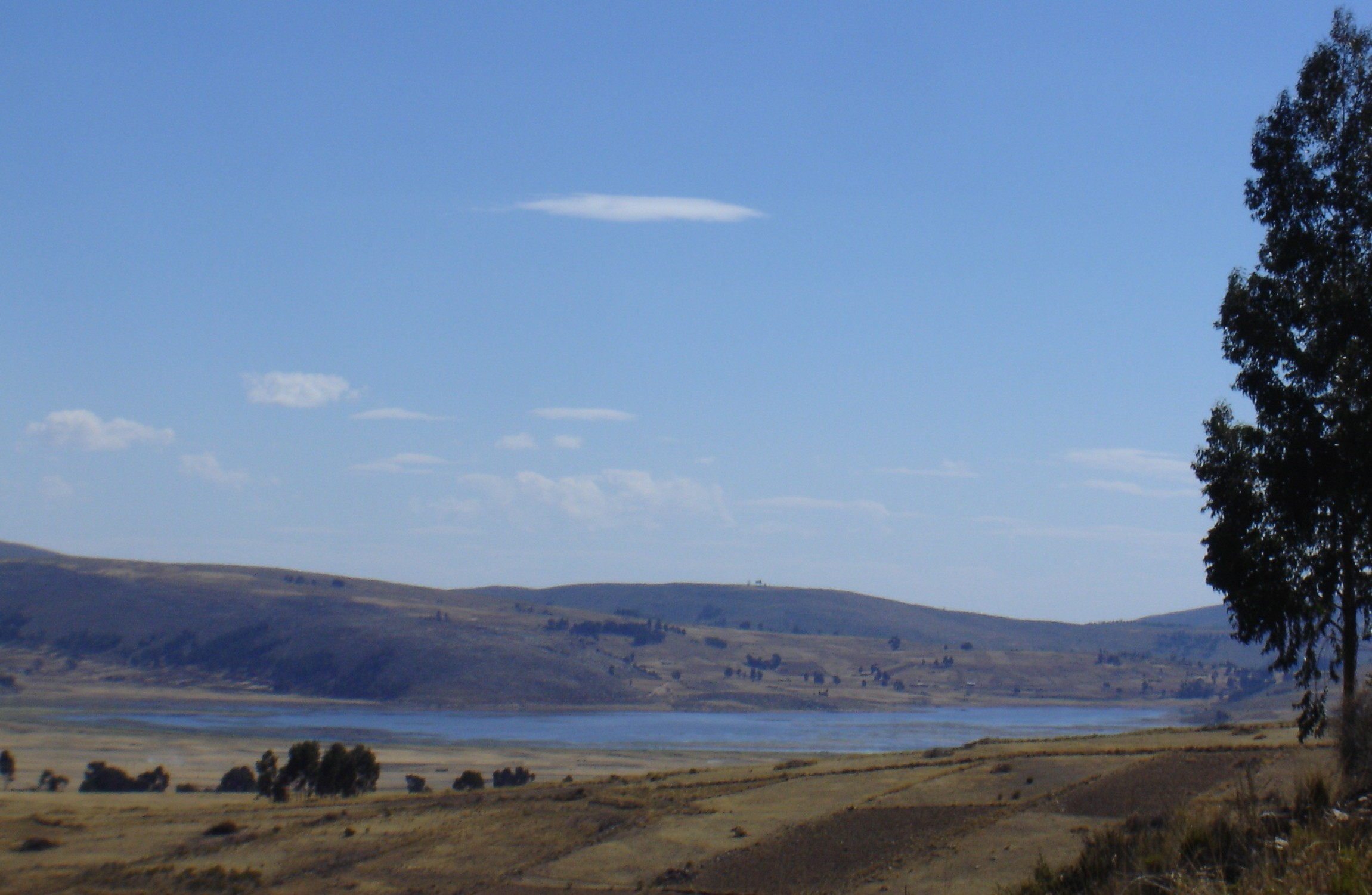

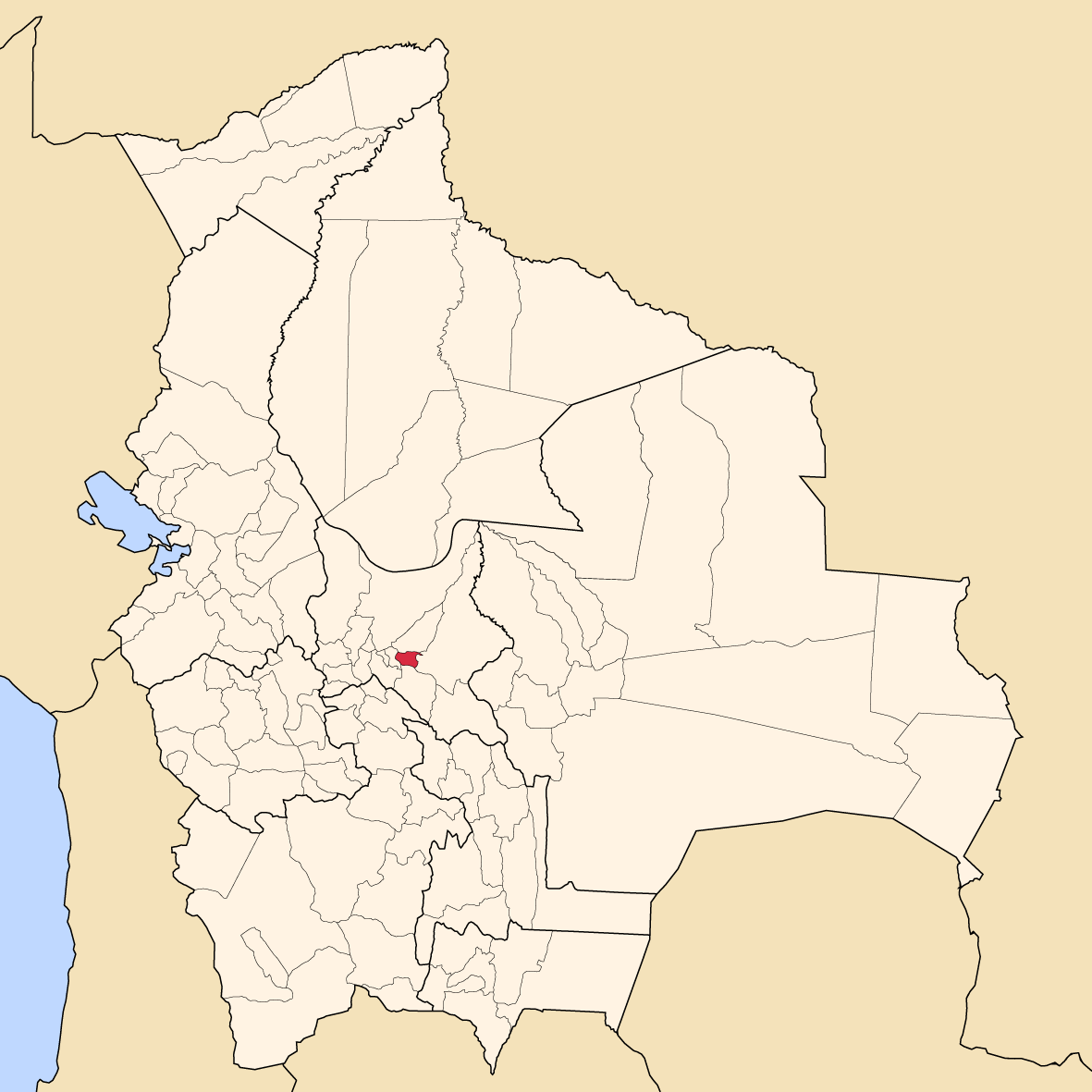

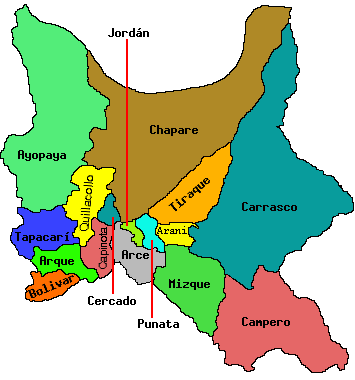

阿拉尼县（西班牙語：Provincia de Arani），是玻利維亞的县份，位於該國中部，屬於科恰班巴省的一部分，县府設於阿拉尼，面積2,245平方公里，2001年人口為24,053，人口密度每平方公里47.54人。